# AGIL-schema
|        | Middel                                        | Doel                                       |
| Extern | Adaptation of aanpassing Economie             | Goal attainment of doelrealisatie Politiek |
| Intern | Latency of patroonhandhaving Gezin, onderwijs | Integration of integratie Rechtsstelsel    |

Het AGIL-schema is een veranderingstheorie van Talcott Parsons waarmee het effect van gewijzigde omgevingsinvloeden op maatschappelijke veranderingen beschreven kan worden. Waar een sociaal systeem volgens Parsons normaal gesproken in evenwicht is, zal het zich bij wijzigingen van de omgeving aan moeten passen om te overleven. Om dit succesvol te kunnen uitvoeren, moet een systeem zich differentiëren in een aantal deelsystemen met elk een eigen functie. Parsons onderscheidt vier functies die van belang zijn voor de sociale cohesie met elk een eigen deelsysteem:
- adaptation of aanpassing moet voortdurend plaatsvinden om controle te houden over de omgeving. Hiertoe worden hulpmiddelen verworven en wordt gewerkt. Het hierbij horende deelsysteem is de economie;
- goal attainment of doelrealisatie wordt gebruikt om prioriteiten vast te stellen waarbij individuele behoeftes ondergeschikt worden gemaakt aan collectieve doelstellingen. Dit wordt vooral bereikt door de politiek;
- integration of integratie bevordert de solidariteit. Het rechtsstelsel moet hierbij de normen bewaken, maar in een breder verband heeft Parsons het over community;
- latency of patroonhandhaving is nodig om de onderliggende waardes te handhaven, zodat leden hun sociale rol vervullen. Dit wordt bereikt binnen het gezin, het onderwijs, maar ook andere welzijnsvoorzieningen.